# 沈嘉顯
沈嘉顯（？—？），號岫阳，河南怀庆府河内縣籍陕西澄城县人，明末政治人物。

## 生平
崇祯六年（1633年）癸酉科鄉試第七十一名举人，七年（1634年）登甲戌科會試第二百四十五名，廷試三甲第二百二十四名进士，吏部觀政，崇祯十年授山東萊阳县知县，和易近人，而铲除豪强不遗余力，邑中贵显子弟皆凛凛畏法。对于救荒，尤多善政。丁艰去职，人追思之。

## 家族
曾祖沈颜，祖沈雍志，父沈天禄。